# Wawa (Präfektur)
Die Präfektur Wawa ist eine Präfektur in Togo, die in der Region Plateaux liegt. Seine Hauptstadt ist Badou. In dieser Präfektur gibt es zwei Hauptgruppen des Akposo-Volkes: Uviu-Ebeti und Uwui. 

## Geografie
Sie liegt im Westen von Togo, zwischen der Zentralregion im Nordwesten und der Präfektur Agou im Süden.
Sein höchster Punkt, der Berg Djogbé, erreicht 915 m.

## Demografie
Die geschätzte Bevölkerung betrug 2002 etwa 145.000 Einwohner. Die dominierende ethnische Gruppe sind die ɩkpɔssɔ. So leitet sich der Name dieser Präfektur (wawa) aus dem Dialekt des Landes von dem Fluss Wawa ab, der durch die Präfektur fließt.

## Wirtschaft
Kaffee- und Kakaoplantagen befinden sich in den fruchtbarsten Teilen der Präfektur.